# 11 Brygada Okrętów Zwalczania Okrętów Podwodnych
11 Brygada Zwalczania Okrętów Podwodnych (11 BZOP) – morski związek taktyczny Sił Zbrojnych Federacji Rosyjskiej w strukturach Floty Czarnomorskiej.

## Okręty
| Okręty brygady w linii w 2008 |                       |                 |
| Nazwa                         | Typ                   | Uwagi           |
| Moskwa                        | projekt 1164, nr 121  | w linii od 1982 |
| Kercz                         | projekt 1134B, nr 713 | w linii od 1974 |
| Oczakow                       | projekt 1134B, nr 707 | w linii od 1973 |
| Smietliwyj                    | projekt 61M, nr 810   | w linii od 1969 |
| Ładnyj                        | projekt 1135, nr 801  | w linii od 1980 |
| Pytliwyj                      | projekt 1135M, nr 808 | w linii od 1981 |